# 一龍斎貞花
一龍斎 貞花（いちりゅうさい ていか）は、講釈師の名跡。当代は五代目。
- 初代一龍斎貞花  - 後∶四代目一龍斎貞山
- 二代目一龍斎貞花 - 後∶三代目錦城斎典山
- 三代目一龍斎貞花 - 後∶六代目一龍斎貞山
- 四代目一龍斎貞花 - 後∶六代目一龍斎貞丈
- 五代目一龍斎貞花 - 本項にて記述

五代目 一龍斎 貞花（いちりゅうさい ていか、1939年（昭和14年）2月12日 - ）は、講談協会所属の講釈師。本名：朱宮 正喜。

## 経歴
愛知県江南市生まれ。生家は仏壇店。29歳まで洋菓子メーカーでサラリーマンをしていた。
1968年、六代目一龍斎貞丈に入門し貞正を名乗る。1976年に真打昇進、五代目一龍斎貞花を襲名。
講談協会常任理事、日本芸能実演家団体協議会常任理事、日本演芸家連合常任理事、東京成徳大学客員教授などを歴任。2004年に、保護司活動の功績で瀬戸山賞受賞。

## 人物
古典・新作両方をこなし、講演活動も行う。
プロ野球・中日ドラゴンズのファンであり、1998年には「球団外公報」を務めた。毎年の春季キャンプの時期に活躍した若手選手に「一龍斎貞花若竜賞」を贈呈している。野球を題材とした創作講談「王貞治物語」の口演でも知られる。

## 芸歴
- 1968年 - 六代目一龍斎貞丈に入門、「貞正」を名乗る。
- 1976年 - 真打昇進、「五代目一龍斎貞花」を襲名。

## 弟子

### 真打
- 一龍斎貞弥

## 著書
- 気をつかえ口をつかえ 自分を売り出す110条+1 1988年9月、南雲堂 ISBN 4523513023
- ドラキチ貞花のドラタイムズ「星野バンザイ!!」号 1988年10月、JICC出版局 ISBN 4880634697
- 戦国武将に学ぶ 生き残りの戦略 1996年8月、日新報道 ISBN 4817403756
- 歴史に学ぶ 長命はこうして、短命はこの結果 1999年1月、日新報道 ISBN 4806135569
- 戦国武将 生死を賭けた烈語 2009年11月、中経の文庫 ISBN 4806135569